# Pietà tra i santi Giovanni Evangelista e Maddalena
La Pietà tra i Santi Giovanni evangelista e Maddalena è un affresco del Perugino (163x155 cm), conservato nella chiesa di Santa Maria Maggiore di Spello e databile alla fine del 1522.

## Storia
Questo affresco è stato commissionato nel 1521 da un tale Michelangelo Andine di Spello al pittore Pietro Vannucci, detto il Perugino per una chiesa del paese che non si sa precisamente quale sia, per poi essere effettuato verso la fine dell'anno dopo. Fu poi trasportato su tela e portato nella chiesa madre dedicata a Santa Maria Maggiore. Iniziando a soffrire Perugino un anno prima della morte, cioè all'esecuzione di questo affresco, di problemi alla vista, si nota facilmente l'assenza di minimi dettagli tipici di questo artista.

## Descrizione
Su un trono, ai cui piedi è scritto il nome del committente, è seduta la Madonna, dai tratti anziani, vestita con un mantello blu sotto al quale si cela una veste lilla e una sottoveste bianca. Tiene in braccio il Cristo, che sembra quasi raccolto in sé. Dal trono pendono due cartellini che recano la sua firma. Ai lati si trovano due cherubini dolenti, immersi in un paesaggio idealizzato tardo rinascimentale, ormai senza più tanti dettagli. Ai lati si nota San Giovanni con le mani giunte e la veste blu, ricoperta da un mantello fucsia, come quello di Santa Maria Maddalena, che presenta però una veste verde. Anch'essa ha le mani giunte ma sembra abbia appena deposto ai piedi del Cristo dell'incenso.